# Praia das Flechas (Niterói)
Praia das Flechas é uma praia localizada na Baía de Guanabara no bairro do Ingá em Niterói, Rio de Janeiro. Possui 400 m de extensão.
Possui águas frias e escuras; sua qualidade da água varia, às vezes própria e às vezes imprópria para o banho. Fica entre a Pedra de Itapuca e o Museu de Arte Contemporânea de Niterói, tem uma das vistas mais lindas da cidade. Há duas hipóteses para a sua denominação: a primeira relacionada as flechas utilizadas pelos índios, e a outra, mais provável supõe que derivou da planta abundante nos brejos locais, da qual se originam a flecha e a paina da flecha.